# Canottaggio ai XIX Giochi asiatici
Le gare di canottaggio ai XIX Giochi asiatici si sono disputate dal 20 al 25 settembre 2023 presso il Fuyang Water Sports Centre di Hangzhou.

## Podi

### Uomini
| Evento                     | Oro                                                                                                  | Argento | Bronzo |
| Singolo                    | Zhang Liang                                                                                          | Ryuta Arakawa | Chiu Hin Chun |
| Due di coppia              | Cina Lu Zhiyu Zhang Liang                                                                            | Uzbekistan Shakhboz Kholmurzaev Mekhrojbek Mamatkulov                                                                                          | Indonesia Ihram Memo |
| Quattro di coppia          | Cina Han Wei Yi Xudi Zang Ha Sulitan Adilijiang                                                      | Uzbekistan Shakhzod Nurmatov Shakhboz Kholmurzaev Mekhrojbek Mamatkulov Sobirjon Safaroliev                                                    | India Satnam Singh Parminder Singh Jakar Khan Sukhmeet Singh                                                                                     |
| Due senza                  | Hong Kong Lam San Tung Wong Wai Chun                                                                 | Uzbekistan Shekhroz Hakimov Dilshodjon Khudoyberdiev                                                                                           | India Babu Lal Yadav Ram Lekh |
| Quattro senza              | Uzbekistan Shehroz Hakimov Dilshodjon Khudoyberdiev Davrjon Davronov Alisher Turdiev                 | Cina Li Wenlei Chen Xianfeng Xu Qiao Cai Pengpeng                                                                                              | India Jaswinder Singh Bheem Singh Punit Kumar Ashish Goliyan                                                                                     |
| Otto                       | Cina Li Wenlei Chen Xianfeng Xu Qiao Lyu Yi Ji Gaoxing Cai Pengpeng Ni Xulin Nie Yide Liang Weixiong | India Neeraj Maan Naresh Kalwaniya Neetish Kumar Charanjeet Singh Jaswinder Singh Bheem Singh Punit Kumar Ashish Goliyan Dhananjay Uttam Pande | Indonesia Rifqi Taufiqurahman Kakan Kusmana Sulpianto Rendi Setia Maulana Asuhan Pattiha Ferdiansyah Denri Alghiffari Ardi Isadi Ujang Hasbulloh |
| Due di coppia pesi leggeri | Cina Fan Junjie Sun Man                                                                              | India Arjun Lal Jat Arvind Singh | Uzbekistan Shahkhzod Nurmatov Sobirjon Safaroliev                                                                                                |

### Donne
| Evento                     | Oro | Argento | Bronzo |
| Singolo                    | Anna Prakaten                                                                                               | Liu Ruiqi | Shiho Yonekawa |
| Due di coppia              | Cina Lu Shiyu Shen Shuangmei                                                                                | Iran Mahsa Javar Zeinab Norouzi | Thailandia Nuntida Krajangjam Parisa Chaempudsa                                                                                     |
| Quattro di coppia          | Cina Chen Yunxia Zhang Ling Lü Yang Cui Xiaotong                                                            | Iran Fatemeh Mojallaltoptaghghale Nazanin Malaei Mahsa Javer Zeinab Norouzi                                                             | Vietnam Lường Thị Thảo Bui Thi Thu Hien Nguyen Thi Giang Phạm Thị Thảo                                                              |
| Due senza                  | Cina Wang Tingting Zhang Xuan                                                                               | Hong Kong Cheung Hoi Lam Leung King Wan                                                                                                 | Corea del Sud Kim Ha-yeong Lee Soo-bin                                                                                              |
| Quattro senza              | Cina Zhang Shuxian Liu Xiaoxin Wang Zifeng Xu Xingye                                                        | Giappone Sahoko Kinota Akiho Takano Haruna Sakakibara Sayaka Chujo                                                                      | Vietnam Phạm Thị Huệ Đinh Thị Hảo Hà Thị Vui Dư Thị Bông                                                                            |
| Otto                       | Cina Zhang Shuxian Yu Siyuan Bao Lijun Dong Xiya Zhang Hairong Liu Xiaoxin Wang Zifeng Xu Xingye Xu Xiaohan | Giappone Sayaka Chujo Chiaki Tomita Urara Kakishima Emi Hirouchi Akiho Takano Sahoko Kinota Shiho Yonekawa Haruna Sakakibara Saki Senda | Vietnam Hồ Thị Lý Tran Thi Kiet Pham Thi Ngoc Anh Le Thi Hien Ha Thi Vui Đinh Thị Hảo Phạm Thị Huệ Du Thi Bong Nguyen Lam Kieu Diem |
| Due di coppia pesi leggeri | Cina Zou Jiaqi Qiu Xiuping                                                                                  | Uzbekistan Luizakhon Islomova Malika Tagmatova                                                                                          | Indonesia Chelsea Corputty Mutiara Rahma Putri                                                                                      |